# Gauthier Mvumbi Thierry
Gauthier Mvumbi Thierry (geboren am 15. Mai 1994 in Dreux) ist ein als Amateur in Frankreich aktiver Handballspieler auf der Position Kreisläufer, der in der Handballnationalmannschaft der Demokratischen Republik Kongo eingesetzt wurde.

## Karriere im Handball

### Vereinslaufbahn
Im Jahr 2013 bestand Gauthier Mvumbi Thierry einen Aufnahmetest bei US Créteil HB, wurde vom Club aber nicht weiter verpflichtet. In der Saison 2019/2020 war er beim Verein CO Vernouillet in der französischen Liga National 1 aktiv. Ab 2020 spielte er als Amateur beim französischen Viertligisten Dreux AC. Klubtrainer beim Dreux AC war Francis Tuzolana, der auch Nationalmannschaftstrainer des Kongo ist. Ab dem Sommer 2021 spielte er beim französischen Drittligisten Pouzauges Vendée Handball. Zusätzlich ist er als Botschafter beim Detroit Handball Club in den Vereinigten Staaten tätig. Zur Saison 2022/23 wechselte er zum französischen Viertligisten Entente Territoire Charente HB in die Nationale 2. Zur Saison 2023/2024 wechselte er zum in der Nationale 1 spielenden Verein Rouen Handball.

### Nationalmannschaft
Gauthier Mvumbi Thierry wurde in Frankreich geboren. Er besitzt die französische Staatsbürgerschaft und die der Demokratischen Republik Kongo.
Mit der Nationalmannschaft der Demokratischen Republik Kongo nahm er an den Afrikaspielen sowie an den Afrikameisterschaften in den Jahren 2018, 2020, 2022 und 2024 teil.
Bei der Weltmeisterschaft 2021, bei der sein Team den 28. Platz (von 32 Mannschaften) belegte, erzielte er je vier Tore gegen die Mannschaften von Argentinien (22:28) und Dänemark (19:39) sowie fünf Treffer im Spiel gegen Bahrain (27:34). Weitere zwei Tore warf er im Spiel gegen Angola und fünf gegen Tunesien. Für diese 20 Tore benötigte er nur 23 Wurfversuche, was 87 % Effektivität bedeutete. Sowohl beim Spiel gegen Bahrain als auch beim Spiel gegen Tunesien wurde Gauthier Mvumbi Thierry als Player of the Match ausgezeichnet.
Thierry nahm im März 2024 an den Afrikaspielen 2023 in Accra teil.

## Privates
Bei der Weltmeisterschaft 2021 wurde er durch zahlreiche Berichte in internationalen Medien bekannt. Die Berichte basierten hauptsächlich auf der äußeren Erscheinung des Athleten, dessen Gewicht von der Internationalen Handballföderation (IHF) mit 110 Kilogramm bei einer Körpergröße von 1,92 Meter angegeben wurde, einem für einen Kreisläufer seiner Größe durchaus üblichen Gewicht. Die offizielle Website der Handballweltmeisterschaft gab sein Gewicht mit 89 Kilogramm und seine Körpergröße mit 1,76 Meter an. Die Berichte enthielten einige Spekulationen über sein tatsächliches Gewicht; laut Süddeutscher Zeitung nennt Gauthier Mvumbi Thierry sich selbst „El Gigante“ (spanisch für Gigant). In den Spekulationen über sein tatsächliches Gewicht nach TV-Übertragungen seiner Spiele bei der Weltmeisterschaft 2021 wurden auch 137 Kilogramm genannt. Nach Vergleichen in einigen Medien mit dem trotz seines Gewichts sehr erfolgreichen Basketballspieler Shaquille O’Neal (2,16 m, 147 Kilogramm schwer) bekam Mvumbi von diesen Medien auch noch den Spitznamen „Der Shaq des Handballs“. O’Neal schickte Mvumbi daraufhin über seinen Instagramaccount einen Videogruß.
In einem Interview mit lequotidiendusport.fr im November 2022 gab er an, zusammen mit Shaquille O’Neal am Aufbau einer Profi-Handballliga in den Vereinigten Staaten zu arbeiten.